# Râfov
Râfov é uma comuna romena localizada no distrito de Prahova, na região de Muntênia. A comuna possui uma área de 27.68 km² e sua população era de 5526 habitantes segundo o censo de 2007.